# 高松高等検察庁
高松高等検察庁（たかまつこうとうけんさつちょう）は、香川県高松市にある日本の高等検察庁の一つで、四国地方4県を管轄している。略称は、高松高検（たかまつこうけん）。

## 管轄区域
- 管轄区域：香川県、徳島県、高知県、愛媛県
- 管轄人口：3,519,053人
- 管轄面積：18,802.03km2
- 人口密度：187.16人／km2

## 沿革
戦前の四国地方は同域を一つのブロックとして管轄する機構は存在せず、香川県、徳島県、高知県の3県が大阪控訴院検事局、愛媛県が広島控訴院検事局の各管轄であった。終戦と同時に高松控訴院検事局が設置され、この時に四国4県を一つのブロックとして管轄する機構が誕生したが、これは約5ヶ月で廃止されている。その約1年後に制定された検察庁法に基づく最高検察庁の位置並びに最高検察庁以外の検察庁の名称及び位置を定める政令により高松高等検察庁が設置され、現在に至る。
- 1945年（昭和20年）8月15日 - 高松控訴院検事局開庁（所在地は丸亀支部）。四国4県を管轄。
- 1946年（昭和21年）1月10日 - 高松控訴院検事局廃庁。管轄区域は戦前のそれに戻る。
- 1947年（昭和22年）5月3日 - 高松高等検察庁開庁（高松市）。四国4県を管轄。
- 1977年（昭和52年）4月 - 高松高等検察庁現庁舎竣工。

## 歴代検事長
（任期、後職）
- 荒川洋二（1995年2月 - 1996年6月　大阪高等検察庁検事長）
- 逢坂貞夫（1996年6月 - 1997年12月　大阪高等検察庁検事長）
- 杉原弘泰（1997年12月 - 1999年1月　広島高等検察庁検事長）
- 豊嶋秀直（1999年1月 - 2000年11月　広島高等検察庁検事長）
- 甲斐中辰夫（2000年11月 - 2001年7月　最高検察庁次長検事）
- 宗像紀夫（2001年7月 - 2003年2月　名古屋高等検察庁検事長）
- 斉田国太郎（2003年2月 - 2004年6月　広島高等検察庁検事長）
- 上田広一（2004年6月 - 2004年12月　仙台高等検察庁検事長）
- 鈴木芳夫（2004年12月 - 2005年7月　仙台高等検察庁検事長）
- 大塚清明（2005年7月 - 2007年7月　仙台高等検察庁検事長）
- 有田知德（2007年7月 - 2008年7月　仙台高等検察庁検事長）
- 伊藤鉄男（2008年7月 - 2009年1月　最高検察庁次長検事）
- 柳俊夫（2009年1月 - 2010年6月　大阪高等検察庁検事長）
- 梶木寿（2010年6月 - 2010年12月 広島高等検察庁検事長）
- 勝丸充啓(2010年12月 - 2012年6月 広島高等検察庁検事長)
- 清水治(2012年6月 - 2014年1月 仙台高等検察庁検事長)
- 尾崎道明 (2014年1月 - 2014年7月 大阪高等検察庁検事長)
- 酒井邦彦　(2014年7月　- 2016年9月 広島高等検察庁検事長)
- 斉藤雄彦　(2016年9月 - 2017年3月 広島高等検察庁検事長)
- 稲川龍也 (2017年3月 - 2018年1月　広島高等検察庁検事長)
- 小川新二　(2018年1月 - 2019年9月 広島高等検察庁検事長)
- 甲斐行夫　(2019年9月　- 2020年6月 福岡高等検察庁検事長)
- 曽木徹也  (2020年6月 - 2021年7月 大阪高等検察庁検事長)
- 山上秀明  (2021年7月 -2022年6月 最高検察庁次長検事 )
- 畝本毅 (2022年6月-2023年7月 退官)
- 佐藤隆文 (2023年7月～2024年12月 退官)
- 瀬戸毅 (2024年12月～現職)